# Panettone
Panettone je italský sladký chléb původem z Milána (v milánském dialektu se mu říká paneton), který se obvykle v Itálii jí o Vánocích. O vánočních svátcích je dnes panettone tradiční i v mnoha zemích Jižní Ameriky.
Panettone má tvar kopule a je obvykle 12–15 cm vysoké (pokud váží 1 kg). Do těsta se běžně přidává kandovaný pomeranč, citronová kůra a (suché) rozinky. Panettone se ale může být i bez přísad nebo třeba s čokoládou. Podává se krájené na vertikální kousky společně s teplými nápoji nebo sladkým vínem či likéry jako amaretto. V některých italských regionech se podává s crema di mascarpone, někdy se zabaione.

## Historie
Předchůdce panettone lze nalézt už v době starověkého Říma, kdy byl vyráběn měkký chleba slazený medem. Z 15. století pochází zmínka, že je zvykem ponechat kousek sladkého kynutého chleba do příštích Vánoc, aby si domácnost zajistila štěstí. Ve slovníku z roku 1839 se uvádí panatton jako sladký chléb s přísadou másla, vajec, cukru a rozinek. O vzniku panettone existuje řada legend, které však připisují autorství různým osobám.
Na počátku 20. století dva milánští pekaři začali s výrobou panettone ve velkém. V roce 1919 začal Angelo Motta s výrobou své typické značky pečiva. Byl to také Motta, kdo zrevolucionalizoval tradiční panettone a dal mu kopulovitý tvar díky trojímu kynutí těsta (asi 20 hodin), čímž docílil i typické lehké struktury těsta. Recept okolo roku 1925 převzal další pekař, Gioacchino Alemagna, který rovněž začal s výrobou vlastní značky panettone, která existuje dodnes. Konkurence obou pekařů pomohla průmyslové výrobě panettone. Výsledkem ostré konkurence bylo to, že na konci II. světové války bylo panettone tak levné, že se stalo nejoblíbenější vánoční sladkostí v zemi. Italští imigranti do Argentiny, Brazílie a Peru s sebou přinesli svou lásku k panettone do Jižní Ameriky.
Firma Nestlé koupila na konci devadesátých let obě značky, ale Bauli, italská pekařská společnost z Verony, od Nestlé značky Motta a Alemagna odkoupila. Dalším významným výrobcem je firma D'Onofrio, kterou založil italský emigrant v Peru.